# Jabal Ra's (huyện)
Huyện Jabal Ra's là một huyện thuộc tỉnh Al Hudaydah, Yemen. Đến thời điểm năm 2003, huyện này có dân số 44674 người